# Oxychilus cellarius
Oxychilus cellarius (O.F. Müller, 1774) è un mollusco gasteropode polmonato terrestre della famiglia Oxychilidae.

## Distribuzione ed habitat
Oxychilus cellarius è endemico dell'Europa centrale, ed è presente inoltre nell'arcipelago britannico, comprese le Isole Ebridi, Orcadi e Shetland, e in Norvegia, lungo la costa che si affaccia sull'Oceano Atlantico e sul Mare di Barents fin oltre il circolo polare artico, tuttavia sono state introdotte in molte altre regioni in tutto il mondo.